# Jonathan Goldstein
Jonathan Lewis Goldstein (ur. 4 grudnia 1964 na Manhattanie w Nowym Jorku) – amerykański aktor telewizyjny i filmowy, znany z roli Waltera Nicholsa w sitcomie Drake i Josh. Był wokalistą nowojorskich zespołów takich jak The Shakers i The Garage Ensemble.

## Filmografia

### Filmy fabularne
- 1989: The Jitters – Joey
- 1990: Othello – Muzyk
- 1996: Strefa wpływów – Rick Benson
- 2004: Tube – Eric
- 2004: The Guru Singh-Cinderelli – Max
- 2006: Drake i Josh jadą do Hollywood (TV) – Walter Nichols
- 2007: Drake i Josh: Naprawdę duża krewetka – Walter Nichols
- 2007: Herstory – Mark
- 2008: Wesołych świąt – Drake i Josh (TV) – Walter Nichols

### Seriale telewizyjne
- 2001: Buffy: Postrach wampirów – Mike
- 2002: Bez śladu – barman
- 2003: Tajniacy – paramedyk
- 2004: Pół na pół – fotograf
- 2004–2008: Drake i Josh – Walter Nichols
- 2005: Prezydencki poker – kongresmen
- 2008: Californication jako Mario
- 2009: Jedenasta godzina – Charlie Wease
- 2009: Melanż z muchą – Douglas
- 2009: Herosi – obywatel
- 2009: Prywatna praktyka - Rabbi
- 2009: Parks and Recreation - Donnie Rotger
- 2010: Chirurdzy - Ken May
- 2010: Zabójcze umysły - detektyw John Fordham
- 2010: Obrońcy - Luke Purcell
- 2011: Agenci NCIS - Glenn Block
- 2016: Fear the Walking Dead - Alan
- 2018: Lucyfer - Jonathan Burke
- 2019: Magnum: Detektyw z Hawajów - Roland McDowell